# Кировский лесопромышленный колледж
КОГПОБУ «Кировский лесопромышленный колледж» (сокр. КЛПК) — среднее специальное учебное заведение в городе Кирове, одно из старейших средних специальных учебных заведений страны (1919).

## История
Ведёт свою историю от Кировского лесотехнического техникума и Кировского механического техникума, созданного 1 апреля 1919 года.
Кировский лесотехнический техникум был основан 18 марта 1949 года приказом Министра лесной и бумажной промышленности СССР Георгия Михайловича Орлова. В 1950 году с 23 февраля по 10 августа велись работы по сооружению первого, деревянного корпуса техникума. 1 сентября 1950 года начались занятия в деревянном корпусе. В следующем году началось строительство нового кирпичного корпуса и завершилось в 1954 году. Новый корпус расположился в центральном районе города, на улице Карла Маркса. В 1954 году состоялся первый выпуск, с 1 сентября занятия начались в новом корпусе. Было открыто заочное отделение. В 1956 году открыто вечернее отделение. В здании техникума открылся учебно-консультационный пункт Всесоюзного заочного лесотехнического института.

### Объединение с Кировским механическим техникумом
Постановлением Кировского Совнархоза 4 декабря 1958 года лесотехнический техникум объединён с Кировским механическим техникумом (бывший Кировский индустриальный техникум). Кировский механический техникум, один из старейших ССУЗов страны с богатой историей, созданный 1 апреля 1919 года на базе Вятских земских учебно-показательных мастерских преобразованных в Вятский художественно-промышленный техникум.
В 1958 году сдано общежитие для студентов на 450 мест. В 1959 году ССУЗ переименован в Кировский политехнический техникум. В 1974 году техникум стал победителем Всесоюзного смотра-конкурса на лучший техникум Минлеспрома СССР. В 1975 году по инициативе преподавателя Г. Я. Шермана в техникуме создана студия кабельного телевидения. В этом же году сдано второе общежитие на 515 мест. В 1977 году преподавателем А. И. Зотовым открыт музей истории техникума.
В 1991 году техникум реорганизован в высшее профессиональное училище «Кировский лесопромышленный колледж». В 2002 году в колледже открыто представительство Марийского государственного университета. В 2006 году колледж вошёл в реестр «100 лучших ССУЗов России» (директор — Владимир Николаевич Чайников).

## Специальности
- 35.02.02 Технология лесозаготовок
- 35.02.03 Технология деревообработки
- 35.02.04 Технология комплексной переработки древесины
- 35.02.12 Садово-парковое и ландшафтное строительство
- 23.02.03 Техническое обслуживание и ремонт автомобильного транспорта
- 23.02.04 Техническая эксплуатация подъёмно-транспортных, строительных, дорожных машин и оборудования
- 38.02.01 Экономика и бухгалтерский учёт
- 38.02.03 Операционная деятельность в логистике

## Известные преподаватели и выпускники
- Дербенёв, Александр Павлович (1933—2001) — учился в 1959 г. Герой Социалистического Труда (19.03.1981)[8]. Почётный гражданин города Кирова (1986)
- Дорофеев, Анатолий Васильевич (1920—2000)[9] поступил в 1935 году. Установлена мемориальная доска на здании где он учился. Выпускник 1939 года. Герой Российской Федерации (1995).